# Лугдунська Галлія

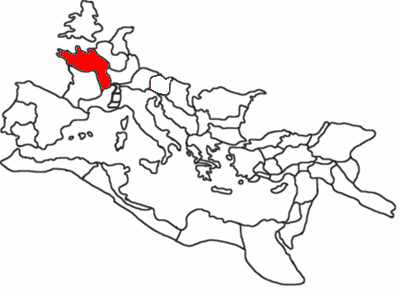
Римська провінція Лугдунська Галлія близько 120

45°45′35″ пн. ш. 4°49′10″ сх. д. / 45.759722222222° пн. ш. 4.8194444444444° сх. д.
Лугдунська Га́ллія (лат. Gallia Lugdunensis) — провінція Римської імперії з центром у місті Лугдунум (сучасний Ліон), що займала територію сучасної північної Франції. Спочатку межувала на північно-східному напрямку по річках Сена і Марна з Белгікою, на півдні по річці Гаронна з Аквітанією. Під час правління Августа частина території Лугдунської Галлії між ріками Гаронна і Луара відійшла до Аквітанії, а східна її частина увійшла до складу нової провінції Верхня Германія. Мала статус імператорської провінції.
Лугдунська Галлія увійшла до складу Римської імперії після завоювань Юлія Цезаря. Була досить швидко романізована, і в наступні часи зберігала вірність Риму в боротьбі з германськими племенами.
У 68 році була центром повстання полководця Віндекса, яке привело до повалення Нерона і початку смутного часу, аж до затвердження на імператорському троні Веспасіана.
З часів Діоклетіана — найбільша провінція Гальського (лат. Dioecesis Galliarum) діоцеза, в якому окрім кельтських племен гельветів і белгів також жили германці. Разом з В'єннським (лат. Dioecesis Viennensis), Британським (лат. Dioecesis Britanniae) діоцезами, (обидва населені кельтами), й Іспанським (лат. Dioecesis Hispaniae) діоцезом утворювала Гальську преторіанську префектуру (лат. Praefectura praetorio Galliarum), яка підкорялася імператорові Західної Римської імперії.

### Римське керівництво
- Песценній Нігер (185)
- Септимій Север (187—188)
- Тіберій Клавдій Паулін (218)